# British Racing Partnership
 British Racing Partnership  també anomenada BRP va ser un equip britànic de cotxes de competició que va arribar a disputar curses a la Fórmula 1.
BRP va començar no participant directament com a constructor, i va debutar de la mà de BRM al Gran Premi del Marroc del 1958, disputant 43 curses d'aquesta forma, passant a prendre part com a constructor en 2 temporades diferents de la F1 (1963 i 1964) disputant un total de 13 Grans Premis de F1. Va debutar al GP de Bèlgica que era la segona cursa de la temporada 1963 i l'última cursa de F1 que van disputar va ser el GP de Mèxic de la temporada següent.

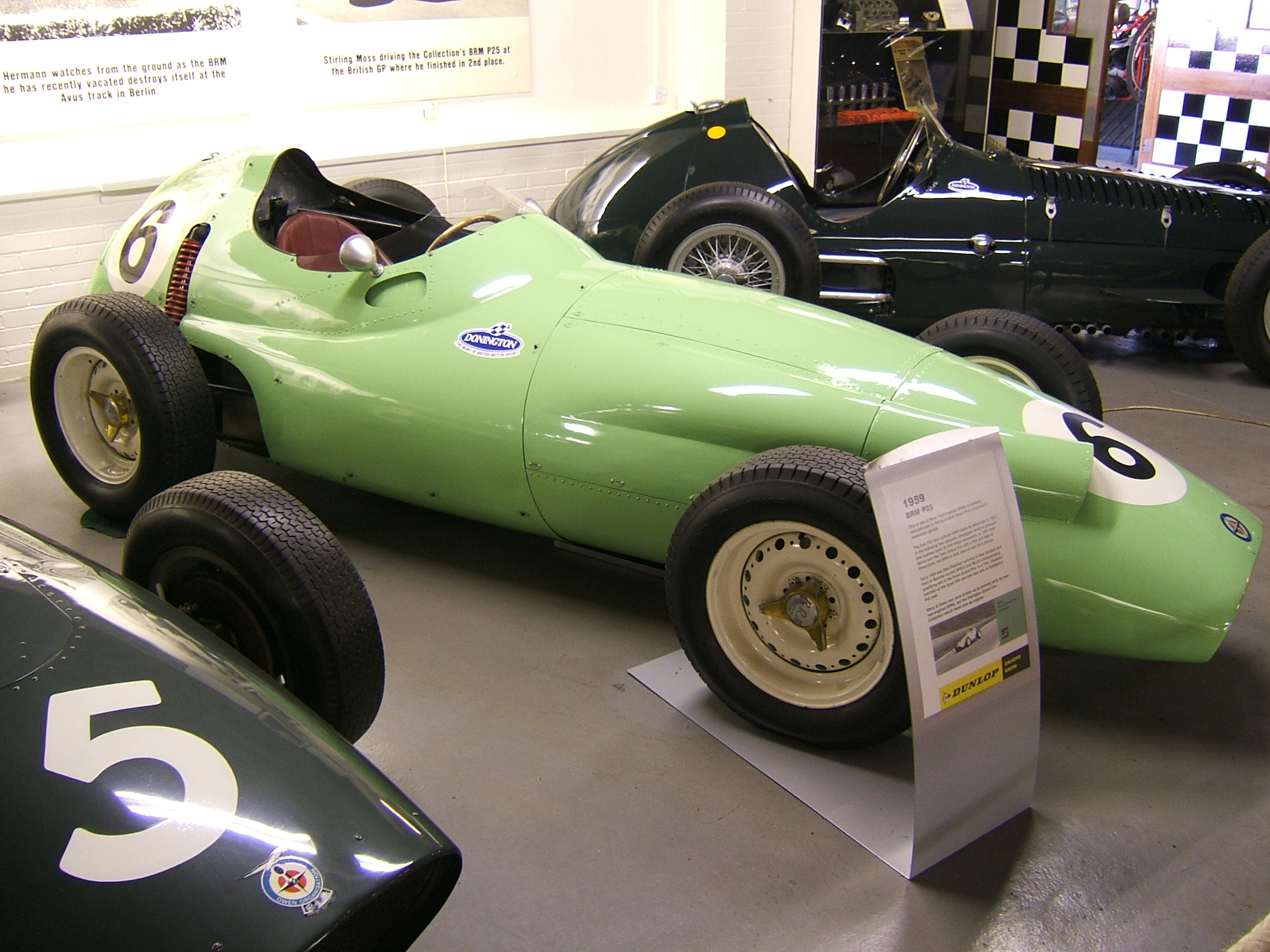
El BRP amb el que Stirling Moss va fer segon al GB'59. El millor resultat de BRP.

Els vehicles van ser pilotats pels pilots Innes Ireland (en 12 ocasions) i Trevor Taylor (en 7 ocasions) assolint un total d'onze punts pel campionat del món de la F1.

## Resum
- Curses disputades:  13
- Victòries: 0
- Podiums: 0
- Punts: 11